# Breviraja
Genre
Breviraja est un genre de raies.

## Liste des espèces
- Breviraja claramaculata McEachran et Matheson, 1985
- Breviraja colesi Bigelow et Schroeder, 1948
- Breviraja marklei McEachran et Miyake, 1987
- Breviraja mouldi McEachran et Matheson, 1995
- Breviraja nigriventralis McEachran et Matheson, 1985
- Breviraja spinosa Bigelow et Schroeder, 1950